# Cornwall Peaks
Cornwall Peaks är en bergstopp i Sydgeorgien och Sydsandwichöarna (Storbritannien). Den ligger i den nordvästra delen av Sydgeorgien och Sydsandwichöarna. Toppen på Cornwall Peaks är 960 meter över havet.
Terrängen runt Cornwall Peaks är huvudsakligen kuperad, men söderut är den bergig.  Trakten runt Cornwall Peaks är nära nog obefolkad, med mindre än två invånare per kvadratkilometer. Det finns inga samhällen i närheten. Trakten runt Cornwall Peaks består i huvudsak av gräsmarker.